# Peter Carington, 6:e baron Carrington
Peter Alexander Rupert Carington, 6:e baron Carrington, känd som Lord Carrington, född 6 juni 1919 i Chelsea i London, död 9 juli 2018 i London, var en brittisk officer, affärsman och konservativ politiker. Han var brittisk utrikesminister mellan 1979 och 1982, då han avgick till följd av Falklandskriget, och Natos generalsekreterare mellan 1984 och 1988. Han är till dags dato den senaste pär som innehaft någon av de fyra Great Offices of State (premiärminister, inrikesminister, finansminister och utrikesminister) i Storbritannien.

## Bakgrund och ungdomsåren
Carrington är ende son till Rupert Carington, 5:e baron Carrington, och dennes hustru Sybil Marion, dotter till Charles Colville, 2:e viscount Colville. Hans gammelfarbror Robert Wynn-Carington, 1:e markis av Lincolnshire, var en framstående liberal politiker. Han är utbildad vid Eton och Royal Military College, Sandhurst, och stred med Grenadier Guards under andra världskriget. Han tilldelades Military Cross 1945 för sin roll i erövringen av en viktig bro i Nijmegen, Nederländerna.

## Politisk karriär 1946–1982
Carrington efterträdde sin far som 6:e baron Carrington 1939 och var från sin 21:e födelsedag 1940 genom arvsrätt berättigad till ett säte i överhuset. Han började ta en aktiv roll i överhuset från 1946 och när de konservativa kom till makten under Winston Churchill 1951 utsågs Carrington till parlamentarisk sekreterare i jordbruks- och fiskeridepartementet. 1954 blev han parlamentarisk sekreterare till försvarsministeriet, en position han behöll även efter att Sir Anthony Eden efterträdde Churchill som premiärminister 1955. Följande år lämnade Carrington regeringen då han utsågs till brittisk ambassadör (High Commissioner) i Australien. Han återvände till regeringen 1959 då Harold Macmillan utsåg honom till Förste amiralitetslord och blev samma år medlem av Kronrådet. När Sir Alec Douglas-Home blev premiärminister 1963 blev Carrington för första gången medlem av kabinettet som överhusledare och minister utan portfölj.
De konservativa förlorade makten i valet 1964 och mellan 1964 och 1970 var Carrington oppositionsledare i överhuset. När de konservativa åter kom till makten 1970 under Edward Heath blev Carrington försvarsminister. Han tjänstgjorde sedan mellan januari och mars 1974 som energiminister under Heath. Han var åter oppositionsledare i överhuset från 1974 till 1979. Det senare året utsågs han till utrikesminister i Margaret Thatchers ministär. Carrington ledde 1979 Lancaster House-konferensen som ledde till Zimbabwes självständighet följande år. Efter Argentinas invasion av Falklandsöarna i april 1982 avgick Carrington, då han ansåg han bar ansvaret för att utrikesministeriet misslyckats med att förutsäga invasionen och vidtaga nödvändiga åtgärder.

## Senare karriär
År 1983 blev Carrington styrelseordförande för General Electric. Redan följande år efterträdde han Joseph Luns som generalsekreterare för Nato. Han kvarstod som generalsekreterare till 1988. 1991 ledde Carrington diplomatiska samtal ämnade att få en fredlig lösning på Jugoslaviens splittring i självständiga stater. Han var också ordförande för Bilderberggruppen mellan 1990 och 1998.
Lord Carrington tilldelades genom åren ett flertal utmärkelser och ordnar. Han blev 1956 Knight Commander av St Mikael och St Görans-orden och 1988 Knight Grand Cross av samma orden. Han blev 1983 Companion of Honour och 1985 riddare av Strumpebandsorden. Efter att ärftliga pärers rätt att automatiskt ha säte i överhuset tagits bort 1999 blev Carrington pär på livstid som Baron Carington av Upton och kunde därmed fortsätta vara medlem av brittiska parlamentets överhus. Han efterträdde 2007 lord Jellicoe som överhusets fader, det vill säga den ledamot som haft längst tjänstgöringstid.

## Familj
Lord Carrington gifte sig 1942 med Iona, dotter till Sir Francis Kennedy McClean. De fick en son, Rupert Carington, 7:e baron Carrington, och två döttrar. Lady Carrington dog i juni 2009.